# ダブノーベースウィズマイヘッドマン
ダブノーベースウィズマイヘッドマン (dubnobasswithmyheadman) は、アンダーワールドのアルバム。発売は1993年12月1日。

## 収録曲
全曲、smith / hyde作曲 (emerson / smith / hyde作曲のトラック 2 & 3を除く)
1. dark & long
2. mmm skyscraper i love you
3. surfboy
4. spoonman
5. tongue
6. dirty epic
7. cowgirl
8. river of bass
9. m.e.

8cmボーナスCD (日本再発盤のみ、収録時間: 22分22秒)
1. rez
2. why why why

## 日本での発売形態 (CDフォーマット)
| 発売日       | レーベル           | カタログ番号 | 備考            |
| 1996年8月1日 | ソニーレコーズ     | SRCS 8075    |                 |
| 2001年9月5日 | V2レコーズジャパン | V2CI 107-108 | 8cmボーナスCD付 |